# حوض جعفر
حوض جعفر یک منطقهٔ مسکونی در ایران است که در دهستان فهرج (یزد) واقع شده‌است.